# Вилађо Монте Буска (Форли-Чезена)
Вилађо Монте Буска је насеље у Италији у округу Форли-Чезена, региону Емилија-Ромања.
Према процени из 2011. у насељу је живело 17 становника. Насеље се налази на надморској висини од 707 м.